# Mad Sin
Mad Sin — немецкая рок-группа, играющая в жанре сайкобилли (Psychobilly). Основана в 1987 году вокалистом Kofte(Köfte De Ville), панк-рокабильным гитаристом Stein и басистом Holly.

## Дискография
- Chills and Thrills in a Drama of Mad Sin and Mystery (1988)
- Distorted Dimensions (1990)
- Amphigory (1991)
- Break the Rules (1992)
- A Ticket into Underworld (1993)
- God save the Sin (1996)
- Sweet & Innocent?… Loud & Dirty! (1998)
- Survival Of The Sickest (2002)
- Teachin The Goodies (2003)
- Dead Moon’s Calling (2005)
- 20 Years of Sin Sin (2009)

- Burn&Rise (2010)

- Unbreakable (2020)